# 비행실 (음반)
<비행실>은 2024년 11월 발매된 대한민국의 밴드 검은잎들의 두 번째 정규앨범이다.

## 곡 목록
| #  | 제목                      | 작사           | 작곡                   | 재생 시간 |
| -- | ------------------------- | -------------- | ---------------------- | --------- |
| 1. | 〈마음〉                  | 권동욱         | 권동욱, 김성민         | 5:41      |
| 2. | 〈남쪽 해변에서 온 편지〉 | 권동욱, 김성현 | 권동욱, 김성민, 김성현 | 4:54      |
| 3. | 〈바람〉                  | 권동욱         | 권동욱, 김성민         | 5:07      |
| 4. | 〈비행실〉                | 권동욱         | 권동욱, 김성민         | 4:32      |
| 5. | 〈철교 위에서 본 나〉     | 권동욱         | 권동욱, 김성민         | 3:58      |
| 6. | 〈뛰는 심장〉             | 권동욱         | 권동욱, 김성민         | 5:23      |
| 7. | 〈어린 아이〉             | 권동욱         | 권동욱, 김성민         | 5:13      |
| 8. | 〈흙인형〉                | 권동욱         | 권동욱, 김성민         | 3:59      |
| 9. | 〈산〉                    | 권동욱         | 권동욱, 김성민         | 3:58      |

편곡 : 조동익, 검은잎들

## 참여 인원
- 권동욱 - 보컬
- 김성민 - 어쿠스틱 기타, 일렉트릭 기타
- 최은하 - 베이스 기타
- 윤영웅 - 드럼
- 김성현 - 피아노, 코러스
- 조동익 - 프로듀스, 믹싱, 마스터링, 신스 프로그래밍, 앰비언스
- 이상철 - 녹음 (톤 스튜디오)
- 문정환 - 녹음 (톤 스튜디오)
- 김진평 - 녹음 (톤 스튜디오)
- 이재민 - 아트 디자인
- 최인희 - 제작 총괄, 매니지먼트
- 신가람 - 뮤직비디오